# Gompa

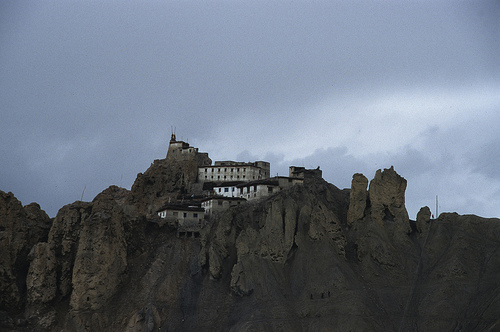
Il Dhankar Gompa arroccato nelle montagne dell'Himachal Pradesh in India a 3.894 metri di altitudine

Gompa è il nome che assume il tempio buddista in Tibet, Bhutan e nelle zone himalayane dell'India e del Nepal.
Verso la fine dell'VIII secolo il buddismo divenne in Tibet religione di Stato e, grazie soprattutto al monaco Guru Rinpoche, prese una connotazione diversa da quelle che si erano formate in India e in Cina, tanto che assunse il nome di buddismo tibetano.
L'area di influenza dell'allora potente stato si estendeva anche nelle zone montane dei versanti meridionali ed orientali dell'Himalaya, dove si trovano ora i territori del Ladakh, Himachal Pradesh, Uttarakhand, Nepal, Sikkim, Bhutan e Arunachal Pradesh.
I primi monasteri furono costruiti secondo lo stile affermatosi in India, ma in seguito presero una conformazione propria.

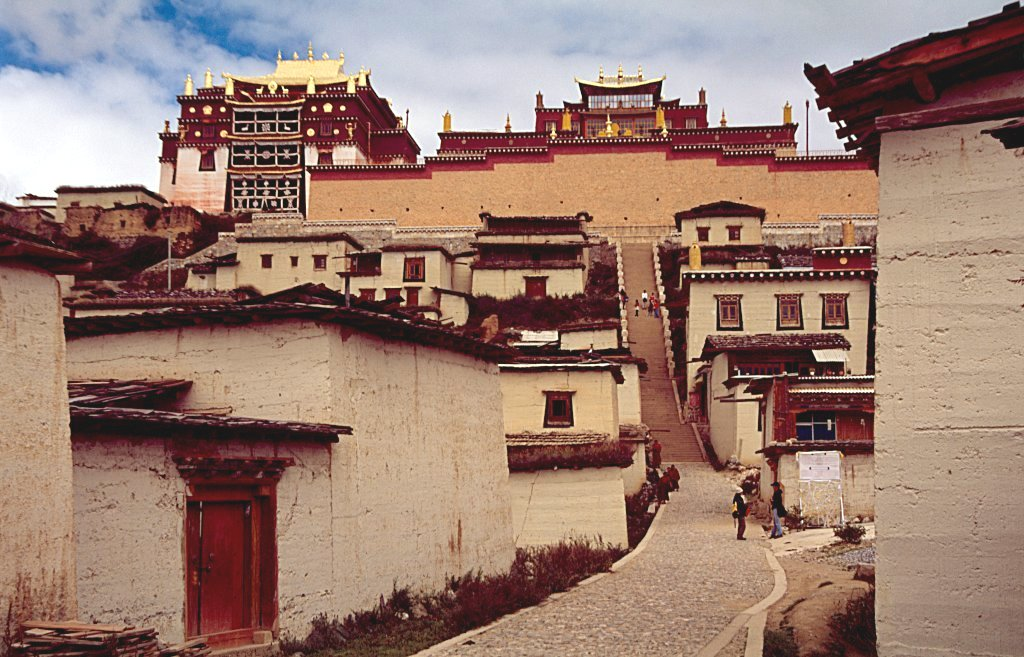
Un gompa nello Yunnan

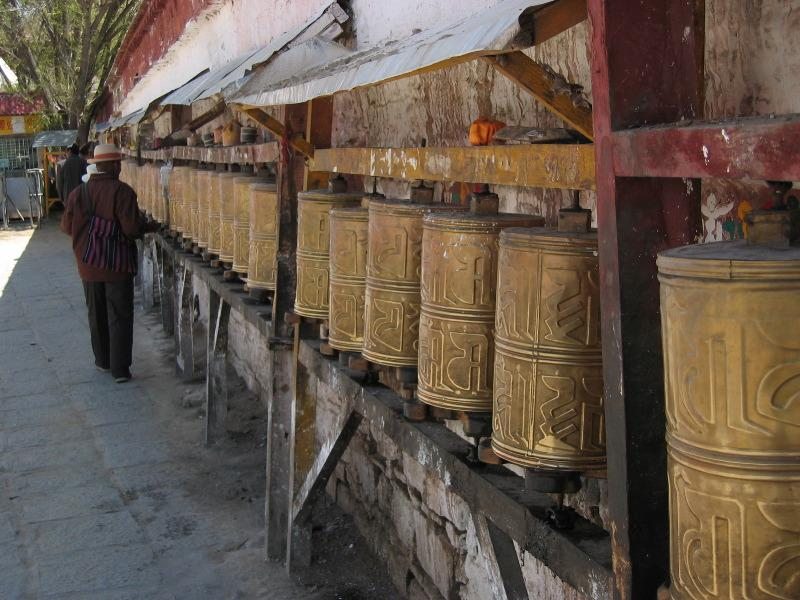
Le ruote di preghiera del gompa di Samye nel Tibet sud-orientale

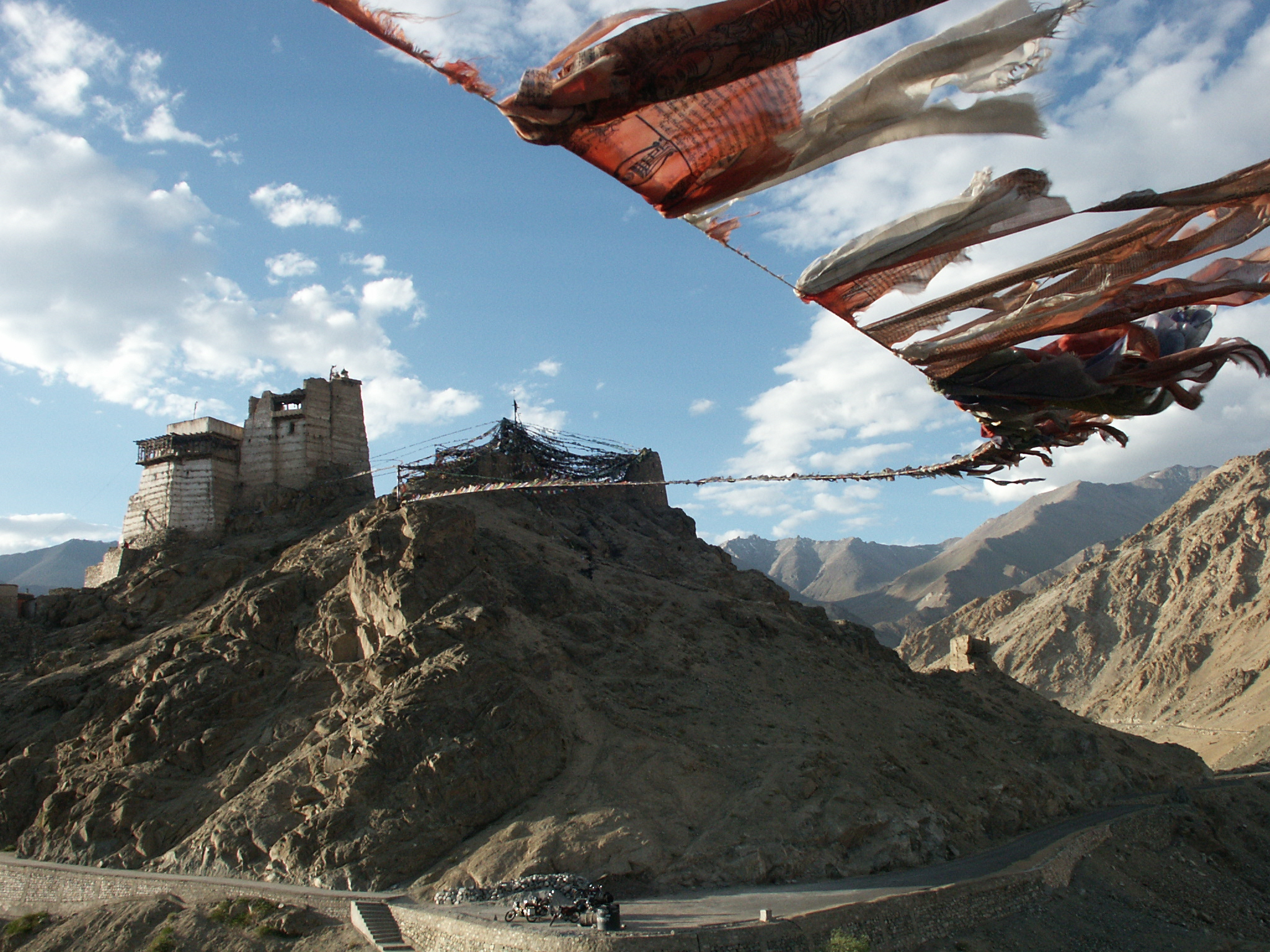
Bandiere di preghiera in un gompa in Ladakh

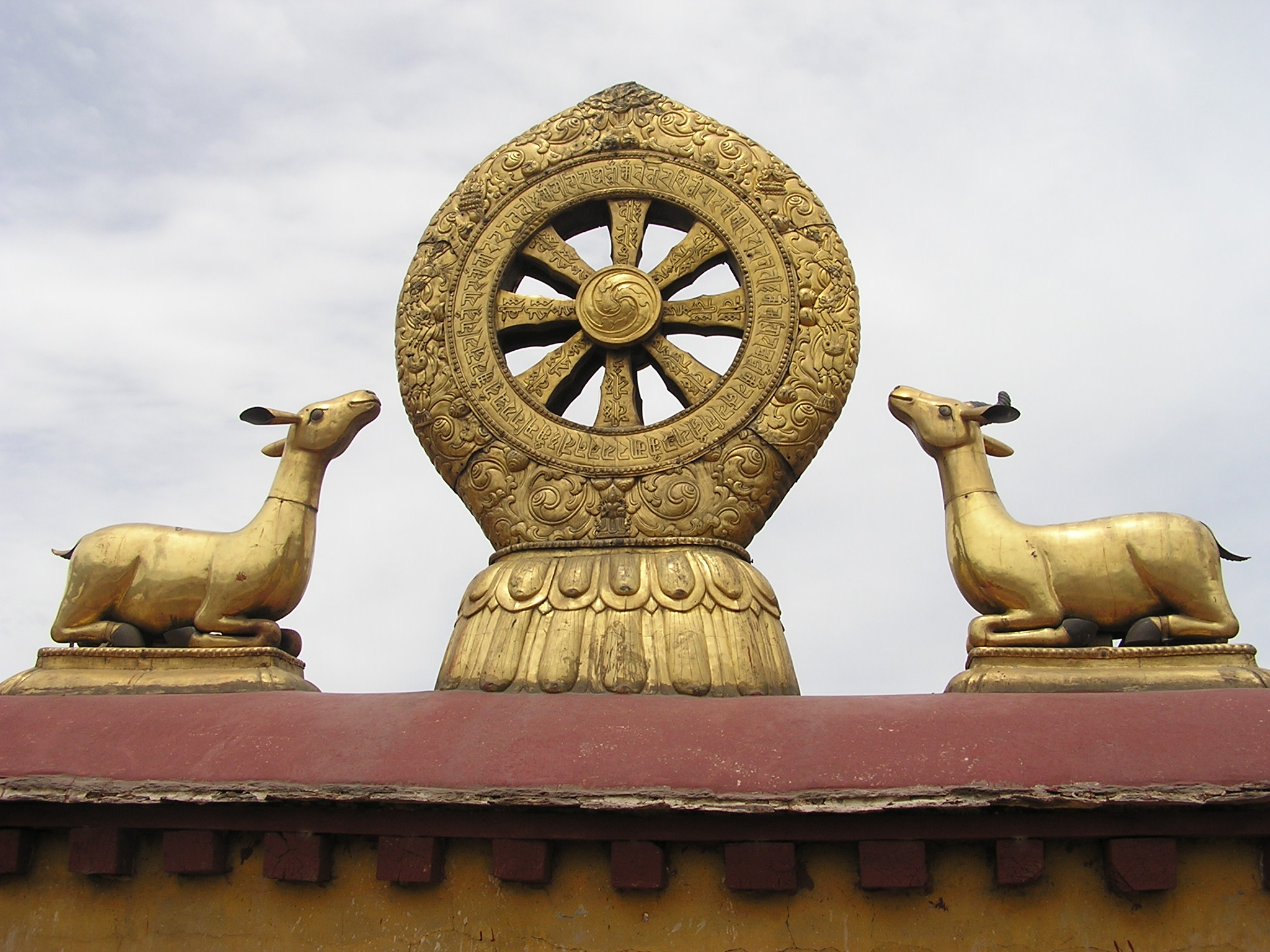
Il Dharmachakra e le due antilopi sul tetto del gompa Jokhang a Lasa

Le composizioni interne variano da regione a regione, seguendo comunque un unico schema che comprende i seguenti elementi:
- una o due cerchia di mura perimetrali con un cancello di entrata
- un cortile interno dove sono situati dei portaincensi ed una serie di ruote di preghiera; sia sulle mura che sul cortile che nei pressi del monastero vengono stese le caratteristiche bandiere di preghiera tibetane
- il tempio principale in cui si trovano:
  - la porta di ingresso, che si trova tra i quattro re guardiani del mondo chiamati Lokapalas, dipinti (due per ogni lato) sui muri esterni
  - un vestibolo
  - la sala delle assemblee, dove i monaci recitano o cantano i loro mantra, affrescata su tutti i muri ad eccezione di quello in cui sono riposti i testi sacri
  - una o più cappelle adiacenti alla sala delle assemblee recanti grandi statue dorate raffiguranti Buddha
  - il piano superiore a cui si accede da scale ripide, in cui sono situati gli alloggi per i monaci e altre cappelle per la meditazione tantrica
  - sul tetto del tempio sono issate la bandiera della vittoria e la ruota della legge, detta Dharmachakra, ai cui lati sono poste le statue di due antilopi, simbolizzante Buddha, che fece il primo discorso dopo il raggiungimento dell'Illuminazione alla sola presenza dei due animali
- uno o più reliquiari, chiamati chörten, in cui si conservano le ceneri di santi o lama famosi.

I chorten, la versione tibetana dello stupa, non sono presenti in tutti i gompa, ed a volte vengono eretti anche in aree lontane da essi.
In Nepal la religione dominante è l'induismo ed i gompa si trovano soprattutto nelle zone di montagna, mentre nelle zone collinari o di pianura i templi buddisti sono come quelli presenti nella valle del Gange.